# 中村栄一
中村 栄一（なかむら えいいち、1951年〈昭和26年〉2月24日 - ）は、日本の有機化学者。東京大学特別教授、東京大学名誉教授。東京都生まれ。

## 業績
亜鉛、鉄、銅など種々の金属元素を用いる反応を開発。また、銅触媒によるフラーレンへの五重付加反応を足がかりに、新規液晶材料や二重膜ベシクルを創出するなど、フラーレン科学の研究を次々と発表している。2007年にはカーボンナノチューブ内に化合物を閉じ込め、電子顕微鏡によって1分子の動きを観察することに成功した。2021年には、食塩の結晶が組み上がる様子を世界で初めて原子レベルの動画として撮影、記録した成果を発表した。

## 略歴
- 1969年 東京教育大学附属駒場高等学校卒業
- 1973年 東京工業大学理学部化学科卒業
- 1978年 同大学院理工学研究科化学専攻博士課程修了
- 1978年〜1980年 コロンビア大学博士研究員。帰国後、東京工業大学理学部助手に着任。
- 1984年 東京工業大学理学部化学科 助教授
- 1989年〜1991年 国立分子科学研究所客員 助教授（併任）
- 1993年 東京工業大学理学部化学科 教授
- 1995年 東京大学大学院理学系研究科化学専攻 教授
- 2012年
  - 10月 科学技術振興機構 戦略的創造研究推進事業 研究主監・研究主監会議議長
  - 中国科学院外国専家特聘研究員、中国科学院化学研究所、北京
- 2014年 東京大学大学院理学系研究科化学専攻 特例教授
- 2016年
  - 東京大学総括プロジェクト機構「革新分子技術」総括寄付講座・大学院理学系研究科化学専攻 特任教授
  - 東京大学名誉教授
- 2020年 東京大学特別教授

## その他の職歴
- 1986年〜1988年 有機合成協会誌編集委員
- 1992年〜1996年 Chemistry Letters編集委員（日本化学会）
- 1992年〜1997年 Journal of Molecular Catalysis (Elsevier), Editorial Board
- 1992年〜2003年 Ultrasonics Sonochemistry, Editorial Board
- 1996年 Topics in Stereochemistry (Wiley), Editorial Board
- 1998年〜2000年 有機合成化学協会誌編集委員
- 1998年〜2000年 化学技術戦略推進機構物質・プロセス委員会委員
- 2000年〜2005年 Organic Letters, Associate Editor（アメリカ化学会）
- 2001年〜2007年 蓼科有機化学会議組織委員長
- 2001年〜2007年 中央研究院（台湾）化学研究所学術諮詢委員会委員
- 2002年 第16回国際物理有機化学会議国際委員
- 2002年〜2005年Journal of Organometallic Chemistry (Wiley), Editorial Board
- 2003年〜2012年 Organic and Biological Chemistry (RSC), International Editorial Board
- 2004年 科学技術振興機構「科学技術未来戦略ワークショップ：物質科学」コーディネーター
- 2003年〜2006年 2005 Pacifichem Meeting Organic Chemistry Area Convener
- 2006年〜2008年 Editorial Advisory Board: Organic Letters
- 2006年〜2009年 Editorial Advisory Board: Accounts of Chemical Research
- 2006年〜2009年 Editorial Board: Chemistry-An Asian Journal
- 2006年〜2009年 International Advisory Board: Angewandte Chemie
- 2009年 Associate Editor: Journal of the American Chemical Society
- 2009年〜2012年 地球快適化インスティチュート（株）アドバイザリーボードメンバー
- 2009年 International Advisory Board: Chemistry-An Asian Journal
- 2014年〜2020年 第23・24期日本学術会議第三部会員

## 受賞と栄誉
- 1984年4月 日本化学会進歩賞
- 1991年4月 山之内有機合成化学協会研究企画賞
- 1992年3月 手島工業教育資金団記念研究賞
- 1993年10月 日本IBM科学賞「新しい反応活性種の合理的設計と実用的応用」
- 2001年11月 名古屋メダル銀メダル "Synthetic organic chemistry of carbon cluster complexes"
- 2006年
  - 3月 日本化学会賞
  - 4月 フンボルト賞（フンボルト財団、ドイツ）
- 2009年11月 紫綬褒章受章（平成21年度秋）[3]
- 2010年 米国化学会賞 (2010 Arthur C. Cope Scholar Award)
- 2014年
  - 藤原賞。対象研究テーマ：精密分子設計に基づく分子科学・技術のフロンティアの開拓
  - センテナリー賞（王立化学会）
- 2024年 瑞宝中綬章[4][5]

## 科学アカデミー会員
- 1998年10月 アメリカ科学振興協会フェロー
- 2005年10月 英国王立化学会フェロー
- 2008年4月 アメリカ芸術科学アカデミー外国人名誉会員
- 2009年 イスラエル化学会名誉会員
- 2025年 王立協会外国人会員

## 客員教授
- 1990年 R.C. Fuson Visiting Scholar, University of Illinois, Urbana-Champaigne
- 1996年12月 1996 Syntex Distinguished Lectureship, Colorado State University
- 1997年4月 1997 Park Davis Warner Lambert Distinguished Lectureship, Ohio State University
- 1999年10月 University of Alicante, visiting professor
- 2000年5月 Troisieme Cycle Lectureship (Switzerland)
- 2001年3月 2001 Van der Kerk Lectureship, Utrecht University
- 2002年5月 中国香港中文大学, visiting professor
- 2002年〜2003年 Lady Davis Fellowship (Techinion, Israel)
- 2003年11月 Alfred T. Blomquist Lectureship (Cornell University)
- 2004年9月 Rhodia Lecturer (French Chemical Society)
- 2006年3月
  - Gilbert Stork Lectureship (Columbia University)
  - William Dauben Lectureship (University of California, Berkeley)
- 2006年 Novartis Lectureship (Novartis Foundation)
- 2007年
  - Wyeth Lectureship (University of Pennsylvania)
  - Campus Lecturer (Institut Catala d’Investigacle Quimica, Tarragona)
- 2008年
  - H. C. Brown Lecture (Purdue University)
  - W. S. Johnson Lecture (Stanford University)
- 2015年
  - 5月21日 中国南京大学客座教授
  - 5月23日 中国南京工業大学客座教授